# Herbert Lawford

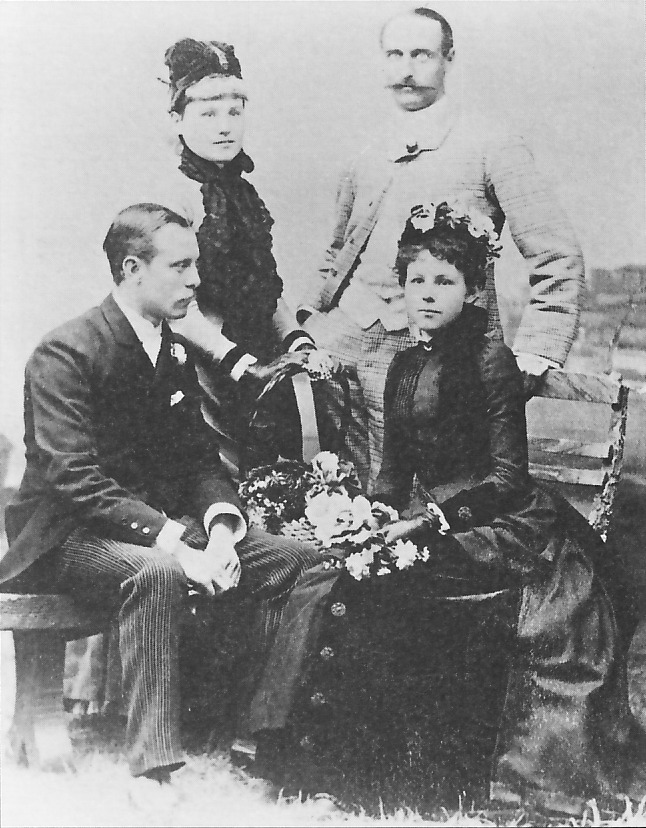
Herbert Lawford

Herbert Lawford, född 15 maj 1851, död 20 april 1925 i England var en brittisk tennisspelare.
Herbert Lawford upptogs 2006 i International Tennis Hall of Fame, bland annat för att ha infört tekniken att slå forehandslaget med topspin.

## The "Lawford Stroke"
Herbert Lawford var en av ett fåtal spelare under 1880-talet som, vid sidan av bröderna William Renshaw och Ernest Renshaw, hade en tämligen komplett och effektiv slagrepertoar i det nya spelet lawn-tennis. Han är framförallt känd för sin svepande forehanddrive, slagen med topspin. Slaget, som blev stilbildande, gick under beteckningen the "Lawford Stroke". Beteckningen användes under flera årtionden för att inom tennisen karakterisera lyckade forehandsslag slagna med topspin och förekom också under tidigt 1900-tal i reklamtexter, exempelvis för tobak.

## Lawford iWimbledon
Herbert Lawford spelade perioden 1880-88 sex finaler i Wimbledonmästerskapen men vann endast vid ett tillfälle. Efter seger 1880 i finalen i "All Comers Round" mötte han i "Challenge Round" det föregående årets segrare, prästen John Hartley. Lawford, som ännu inte var "färdig" som tennisspelare, förlorade med 3-6, 2-6, 6-2, 3-6. 
Under de följande spelsäsongerna var hans främsta rivaler i Wimbledon bröderna Renshaw. I 1883 års turnering mötte han Ernest Renshaw redan i första omgången. Det var mycket blåsigt den dagen, och spelarna hade växelvis fördel av vindförhållandena. Renshaw låg slutligen under med 0-5 i det avgörande 5:e setet, när vinden och därmed spelet vände till hans fördel. Ernest Renshaw vann dock slutligen med 5-6, 6-1, 3-6, 6-2, 6-5.
Lawford förbättrade sitt spel successivt, men överflyglades ändå regelmässigt av bröderna Renshaw. Perioden 1884-86 mötte han William Renshaw i "Challenge Round" och förlorade alla tre gångerna, om än knappt. Ödet att förlora tre Wimbledonfinaler i rad delar han med tysken Gottfried von Cramm och australiern Fred Stolle.
Sin enda singeltitel i Wimbledonmästerskapen vann Lawford 1887, då han i "All Comers Final" besegrade Ernest Renshaw över fem set med siffrorna 1-6, 6-3, 3-6, 6-4, 6-4. Slutfinalen, "Challenge Round", spelades inte eftersom William Renshaw hade drabbats av tennisarmbåge och tvingades lämna walk-over. År 1888 förlorade Lawford Wimbledonfinalen i en finalmatch mot Ernest Renshaw, som därmed tog sin första och enda singeltitel i turneringen.
Som ett kuriosum kan nämnas att när Lawford i 1880 års turnering mötte E. Lubbock, uppstod en slagväxling där bollen gick 81 gånger över nät, vilket länge var rekord.
Lawfords och bröderna Renshaws dominans i Wimbledonmästerskapen under 1880-talet höll på att få mästerskapen på fall. År 1880 var 60 spelare anmälda, men 1887 endast 16. Turneringen återhämtade sig senare med bröderna Dohertys framgångar.

## Titlar iWimbledonmästerskapen
- Singel - 1887
- Dubbel - 1879 (med L. R. Erskine)